# Hermya micans
Hermya micans är en tvåvingeart som först beskrevs av Wulp 1881.  Hermya micans ingår i släktet Hermya och familjen parasitflugor. Inga underarter finns listade i Catalogue of Life.